# Betty Davis
Betty Davis, nata Betty Mabry (Durham, 26 luglio 1944 – Homestead, 9 febbraio 2022), è stata una cantante funk e soul statunitense.
Nota anche per essere stata la seconda moglie di Miles Davis, per avere spinto il marito ad approfondire la propria conoscenza della scena rock contemporanea, è a volte indicata come "la donna che inventò la fusion".

## Background
I primi dodici anni della sua vita vennero trascorsi nella fattoria di sua nonna a Durham, in Carolina del Nord dove era nata. La piccola Betty trascorreva gran parte del tempo nella vicina Greensboro. Nel 1957 però il padre trovò un posto da operaio in una delle acciaierie di Pittsburgh e Betty, dodicenne, si trasferì là assieme alla famiglia.
All'età di sedici anni Betty si trasferì a New York per studiare disegno al Fashion Institute of Technology. Lavorò in seguito come modella, comparendo sulle copertine di riviste quali Seventeen, Ebony e Glamour.  Durante la sua permanenza a New York, Mabry conobbe diversi musicisti compresi Jimi Hendrix e Sly Stone.

## Il matrimonio con Miles Davis
Mabry incontrò Miles Davis nel 1967 e lo sposò nel settembre del 1968. Nonostante il loro matrimonio sia durato solo un anno Betty lo influenzò profondamente. L'album di Miles Davis dal titolo Filles de Kilimanjaro comprende una canzone a lei dedicata e la sua foto in copertina. Nella sua autobiografia, Miles afferma che Mabry lo ha aiutato enormemente nel piantare i semi delle sue successive esplorazioni musicali introducendo il musicista al chitarrista di rock psichedelico Jimi Hendrix e all'artista funk Sly Stone. L'amicizia con Hendrix aiutò Davis a esplorare nuove sonorità per la musica jazz.
Alcuni pettegolezzi sostengono che a monte del divorzio tra Betty Davis e suo marito ci sarebbe stata una relazione con Hendrix, tuttavia resta il fatto che Hendrix e Miles Davis restarono amici anche dopo il divorzio e pianificarono la registrazione di un album interrotta dalla morte del celebre chitarrista. L'influenza di Hendrix su Miles Davis diventa palese nell'album Bitches Brew che aprì l'era della jazz fusion.

## Carriera musicale
Dopo il divorzio, Betty si trasferì a Londra per continuare la carriera di modella. Nel frattempo compose alcuni brani musicali - una passione coltivata sin dall'infanzia - e al suo ritorno negli Stati Uniti nutrì la volontà di registrare le sue canzoni con Carlos Santana. Tuttavia, in seguito, cambiò progetto e organizzò un gruppo di musicisti di talento della West Coast per registrare i suoi pezzi.
Il suo primo album, Betty Davis, venne registrato nel 1973.
L'album presenta degli ottimi pezzi eseguiti da una lista impressionante di eccellenti musicisti, tra i quali:
- Neal Schon (Journey) - chitarra
- Gregg Errico (Sly & the Family Stone) - batteria
- Larry Graham (Sly & The Family Stone ed eponimo dei Graham Central Station) - basso
- Patryce Banks (Graham Central Station) - percussioni
- Willie Sparks (Graham Central Station) - batteria
- Hershall Kennedy (Graham Central Station) - fiati
- Greg Adams (Tower of Power) - fiati
- Mic Gillette (Tower of Power) - fiati
- Pointer Sisters

Davis realizzò altre due registrazioni da cui produrre due album, rispettivamente con il titolo di They Say I'm Different (1974) e Nasty Gal (1975). Nessuno dei tre album ebbe però successo a livello commerciale. La Davis rimase tuttavia una figura di culto per gli appassionati del genere come cantante. A causa delle sue visioni molto aperte in fatto di sessualità, molte delle sue canzoni vennero boicottate dalle stazioni radiofoniche dell'epoca a causa delle pressioni di diversi gruppi religiosi a lei ostili. Con il passare del tempo, tuttavia, le sue canzoni sono state rivalutate ampiamente dagli amanti di musica soul e funk, tuttavia la Davis, dopo il terzo album, decise di terminare con la sua attività di musicista ed ha fatto ritorno in Pennsylvania.
Alcuni materiali non utilizzati nelle registrazioni del 1979 sono stati successivamente raccolti per la produzione di due album, Hangin' Out In Hollywood (1995) e Crashin' From Passion (1996). Esiste anche una raccolta di greatest hits dal titolo Anti Love: The Best of Betty Davis, uscita nel 2000.

## Discografia

### Album in studio
| Anno | Album                  | Label                                              | Note                                             |
| ---- | ---------------------- | -------------------------------------------------- | ------------------------------------------------ |
| 1973 | Betty Davis            | Just Sunshine Light in the Attic (2009 re-release) | 1st studio album; produced by Greg Errico        |
| 1974 | They Say I'm Different | Just Sunshine Light in the Attic (2009 re-release) | 2nd studio album; produced by Betty Davis        |
| 1975 | Nasty Gal              | Island Light in the Attic (2009 re-release)        | 3rd studio album; produced by Betty Davis        |
| 2009 | Is It Love or Desire?  | Light in the Attic                                 | 4th album; recorded in 1976 and released in 2009 |

### Antologie
- Hangin' Out In Hollywood (1995) (Charly) / Crashin' From Passion (Razor & Tie) (1996) Compilation of material recorded in 1979 and released in 1995 and 1996 without the artist's consent
- Anti Love: The Best of Betty Davis (2000) (UFoxy)
- This Is It! Anthology (2005) (Vampisoul)
- The Columbia Years 1968-69 (2016) (Light In The Attic)